# سیارک ۶۳
سیارک ۶۳ (به انگلیسی: 63 Ausonia) شصت و سومین سیارک کشف شده‌است که در ۱۰ فوریه ۱۸۶۱ و در ناپل کشف شد.
قدر مطلق سیارک برابر ۷٫۵۵ است.